# Dirección de los Servicios de Inteligencia y Prevención
Dirección de los Servicios de Inteligencia y Prevención (DISIP) var en viktig venezolansk underrättelsetjänst. 
Den grundades i januari 1958 av den dåvarande presidenten Marcos Perez Jimenez. Underrättelsetjänsten blev kritiserad för att bryta mot mänskliga rättigheter av flera människorättsorganisationer.
Den 4 december 2009 meddelade president Hugo Chavez att DISIP ersätts av Servicio Bolivariano de Inteligencia (SEBIN).